# Решидов Абдраїм Ізмаїлович
Абдраї́м (Абдураі́м) Ізмаї́лович Реши́дов (крим. Abduraim İsmail oğlu Reşidov, 25 лютого (8 березня) 1912, Мамашай (нині село Орлівка Севастопольської міськради) — 24 жовтня 1984, Сімферополь) — військович діяч. Радянський льотчик-ас, учасник Другої світової війни. 27 червня 1945 року за зразкове виконання завдань командування і проявлені при цьому мужність і героїзм удостоєний звання Героя Радянського Союзу.

## Життєпис
Абдураім (Абдраїм) Решидов народився 25 лютого (8 березня за новим стилем) 1912 року в селі Мамашай Таврійської губернії в робітничій сім'ї. Кримський татарин.
Закінчивши 5 класів сільської школи, в 1929 році поступив працювати складальником в авіаційні майстерні Качинської військової авіаційної школи льотчиків. У 1932 році закінчив Сімферопольську школу цивільної авіації. У листопаді 1933 року зарахований курсантом Луганської школи військових льотчиків, а в березні 1934 року переведений в Одеську військову авіаційну школу льотчиків. Після її закінчення служив у Харкові в 10-й армійській розвідувальній ескадрильї і 14-му корпусному авіаційному загоні. У 1938 році молодший лейтенант Решидов пройшов навчання на Курсах удосконалення командного складу ВПС і направлений у 160-й резервний авіаційний полк. З червня 1940 року — старший льотчик 5-го швидкісного бомбардувального авіаційного полку.
З червня 1941 року в діючій армії. У складі 21-ї змішаної авіаційної дивізії Південного фронту завдавав бомбових ударів по стратегічних об'єктах і скупченням військ противника, здійснював розвідувальні вильоти. При виконанні бойових завдань старший лейтенант Решидов зарекомендував себе мужнім і досвідченим льотчиком і в січні 1942 року був призначений командиром ескадрильї. 23 лютого 1942 року наказами командувача Південним фронтом був нагороджений орденами Леніна і Червоного Прапора.
У березні 5-й швидкісний бомбардувальний авіаційний полк був перейменований у 8-й гвардійський бомбардувальний полк. У травні того ж року він увійшов до складу 219-ї бомбардувальної авіаційної дивізії 4-ї повітряної армії. Вів бойові дії на Південному, Північно-Кавказькому і Закавказькому фронтах.
У березні 1942 року Абдраїма Решидова направили на Курси удосконалення командирів і начальників штабів авіаційних полків при Військово-повітряній академії РСЧА, після закінчення яких у червні 1943 року він проходив службу у 15-му окремому розвідувальному запасному авіаційному полку. З жовтня 1943 року знову на фронті. Воював на посаді командира ескадрильї 854-го бомбардувального авіаційного полку 293-ї бомбардувальної авіаційної дивізії 1-го бомбардувального авіаційного корпусу. У складі 5-ї повітряної армії 2-го Українського фронту брав участь у битві за Дніпро, Кіровоградській, Корсунь-Шевченківській, Умансько-Ботошанській наступальних операціях. У лютому 1944 року за успіхи в боях корпус був перейменований на 2-й гвардійський, дивізія стала 8-ю гвардійською, а полк отримав найменування 162-го гвардійського бомбардувального авіаційного полку. В липні 1944 року корпус увійшов до складу 2-ї повітряної армії 1-го Українського фронту, брав участь в боях у Західній Україні, Польщі, Німеччині.
В жовтні 1944 року гвардії майор Решидов призначений заступником командира 162-го гвардійського бомбардувального авіаційного полку, а також інструктором з техніки пілотування та теорії польоту. До лютого 1945 року він здійснив 166 бойових вильотів на бомбардування військ противника, завдав противнику значної шкоди. У повітряних боях його екіпаж збив вісім ворожих винищувачів.
Всього за роки війни Решидов здійснив 222 бойових вильоти.
Епізоди бойової діяльності
- 21 липня 1941 року, завдаючи бомбардувальний удар по переправі противника в районі Ямпіль-Сороки, знизився до поземного польоту, разом зі своєю ланкою відкрив кулеметний вогонь по скупченню живої сили противника, в результаті чого було знищено 17 автомашин і близько батальйону живої сили ворога.
- 27 липня 1941 року після завдавання успішного бомбового удару по скупченню військ і автомашин, перейшов на поземний політ і кулеметним вогнем разом зі своїм ланкою знищив до десяти автомашин і 50-60 осіб живої сили ворога.
- 22 серпня 1941 року у складі ланки завдав бомбардувальний удар по мотомеханізованій колоні в селищі Томаківка, де знищив вісім автомашин з живою силою противника.
- 23 серпня 1941 року у складі ланки завдав бомбардувальний удар по живій силі противника на острові Хортиця, в результаті якого знищив артилерійську точку і близько 60 солдатів і офіцерів ворога.
- 3 вересня 1941 року точним бомбометанням з пікіруванням по скупченню військ противника в районі міста Нікополь знищив близько 60 гітлерівців, вивів із ладу до десяти автомашин.
- 6 вересня 1941 року в складі ланки провів бомбометання по скупченню військ противника в селі Грушівка, знищив одну гармату, дві автомашини і до 30 осіб піхоти.
- 15 вересня 1941 року, виконуючи завдання з розвідки в районі Нікополь-Апостолове-Кривий Ріг, виявив велике скупчення військ противника в районі станції Чаплине, Новокам'янка. Точним бомбометанням знищив 20-30 піхотинців.
- 15 жовтня 1941 року при виконанні завдання з розвідки в районі Федорівка-Мелітополь-Якимівка в районі населених пунктів Волноваха, Куйбишеве виявив велике скупчення військ противника. Здійснив бомбардування автоколони, що рухалася на Мелітополь, знищив дві автомашини з живою силою і одну з боєприпасами.
- 20 жовтня 1941 року виконував розвідувальний виліт по району Будьонівка-Маріуполь-Осипенко-Волноваха. Під час бомбометання скупчення військ противника у Волновасі на низькій висоті літак був підбитий вогнем зенітної артилерії. На палаючому літаку Решидов зумів пролетіти 120 кілометрів і зробив посадку на своїй території.
- 31 жовтня 1941 року виявив велике скупчення військ противника в районі селища Матвіїв Курган і з повітря передав розвіддані по радіо.
- 17 березня 1942 року при виконанні повітряної розвідки виявив скупчення автомашин противника в районі села Сергіївка, провів бомбометання, в результаті якого підірвав склад пального і знищив п'ять автомашин.
- 19 травня 1942 року в складі групи при бомбардуванні аеродрому Костянтинівка знищив 18 літаків противника.
- 20 травня 1942 року бомбив той же аеродром, знищив ще 22 літаки.
- 28 жовтня 1943 року при завдаванні бомбового удару по живій силі, техніці і штабам гітлерівців у місті Кіровоград зруйнував дев'ять великих житлових будинків, перетворених противником в опорні вогневі точки.
- 17 грудня 1943, виконуючи бойове завдання на чолі дев'ятки Пе-2, знищив три гармати і зруйнував шість будинків — тимчасово укріплених вогневих точок противника в селі Братолюбівка.
- 29 квітня 1944 року при бомбардуванні військ противника в районі Бахлуй-Ясси дев'ятка Пе-2 атакувала велику групу ворожих пікірувальників Ju-87 чисельністю до 40 літаків. По команді гвардії майора Решидова після виконання завдання з бомбометання група врізалася в стрій ворожих літаків. У повітряному бою збив три з них. При цьому радянські бомбардувальники втрат і пошкоджень не отримали й успішно здійснили посадку на своєму аеродромі.
- 17 липня 1944 Решидов бомбовим ударом знищив до десяти автомашин і танків у населеному пункті Плугів.
- 16 січня 1945 року, будучи заступником командира групи з трьох п'ятірок літаків, бомбардував скупчення ешелонів на залізничній станції Скаржисько-Каменна. Група знищила сім ешелонів з живою силою і технікою, зруйнувала паровозне депо, вхідні і вихідні залізничні стрілки, підпалила склад з боєприпасами.

Війну завершив у Чехословаччині. 27 червня 1945 за зразкове виконання завдань командування і проявлені при цьому мужність і героїзм, гвардії майору Решидову Абдураїму Ізмаїловичу було присвоєно звання Героя Радянського Союзу з врученням ордена Леніна і медалі «Золота Зірка».
У 1949 році закінчив льотно-тактичні курси удосконалення офіцерського складу.
З 1958 року підполковник Решидов — в запасі. Після завершення військової служби Абдраїм Решидов хотів повернутися на Батьківщину в Крим, але як і іншим його співвітчизникам — кримським татарам-учасникам війни, в цьому йому було відмовлено. Він був одним із перших кримських татар, які спробували повернутися до Криму після опублікування в центральних газетах указу Президії Верховної Ради № 493. Після відмови, 4 листопада 1967 Решидов, доведений до відчаю, направив телеграму на адресу Головнокомандувача військово-повітряними силами — заступника Міністра оборони СРСР головного маршала авіації Костянтина Вершиніна:
| «За бездушне ставлення до моєї долі як до колишнього офіцера-льотчика з боку партійних і радянських органів, влади міста Сімферополя... у зв'язку з відмовою в задоволенні житлоплощею, 6-7 листопада 1967 кінчаю життя самоспаленням. Герой Радянського Союзу Решидов». Оригінальний текст (рос.) «За бездушное отношение к моей судьбе как к бывшему офицеру-летчику со стороны партийных и советских органов, властей города Симферополя… в связи с отказом в удовлетворении жилплощадью, 6-7 ноября 1967 года кончаю жизнь самосожжением. Герой Советского Союза Решидов» |
Через два дні, 6 листопада 1967, голова Комітету державної безпеки при Раді Міністрів УРСР Нікітченко повідомляв керівництво:
| «Місцевими органами вжиті необхідні заходи, що запобігають можливі дії або провокації з боку Решидова. КДБ вважав би за доцільне після святкування 50-річчя Великої Жовтневої революції розглянути питання про партійність Решидова, а також опублікувати статтю, що викриває його дії». Оригінальний текст (рос.) «Местными органами предприняты необходимые меры, предотвращающие возможные действия или провокации со стороны Решидова. КГБ считал бы целесообразным после празднования 50-летия Великой Октябрьской революции рассмотреть вопрос о партийности Решидова, а также опубликовать статью, разоблачающую его действия» |
Партійно-господарське керівництво Сімферополя, аби не було великого розголосу, вимушене було дати квартиру кримському татарину — Герою Радянського Союзу, але Абдраїм Ізмаїлович категорично не змирився з тим, що його народ як і раніше не міг жити на Батьківщині. КДБ, під наглядом якого залишався бунтівний Герой повідомляло у 1972 році:
| «Герой Радянського Союзу Решидов Абдураім, що активно підтримує «автономістів», практично перетворив надану йому квартиру в Сімферополі в місце зборищ татар. У бесідах з ними веде підбурювальну роботу, агітуючи за масове повернення татар до Криму». Оригінальний текст (рос.) «Активно поддерживающий «автономистов» Герой Советского Союза Решидов Абдураим практически превратил предоставленную ему квартиру в Симферополе в место сборищ татар. В беседах с ними ведет подстрекательскую работу, агитируя за массовое возвращение татар в Крым» |
Абдураім Решидов помер 24 листопада 1984 в Сімферополі. Похований там же з великими почестями на цвинтарі Абдал.

## Пам'ять
Вулиця Решидова у містах Сімферополь, Євпаторія.